# Грабал, Богумил
Богумил Грабал (чеш. Bohumil Hrabal, [ˈboɦumɪl ˈɦrabal], 28 марта 1914, Жиденице, район Брно — 3 февраля 1997, Прага) — чешский писатель-прозаик и поэт, номинант Нобелевской премии 1994 года и лауреат «Оскара» за сценарий к фильму 1967 года «Поезда под пристальным наблюдением». Он также получил множество международных литературных премий и наград в Чехии, в том числе медаль «За заслуги» в 1996 году.

## Биография

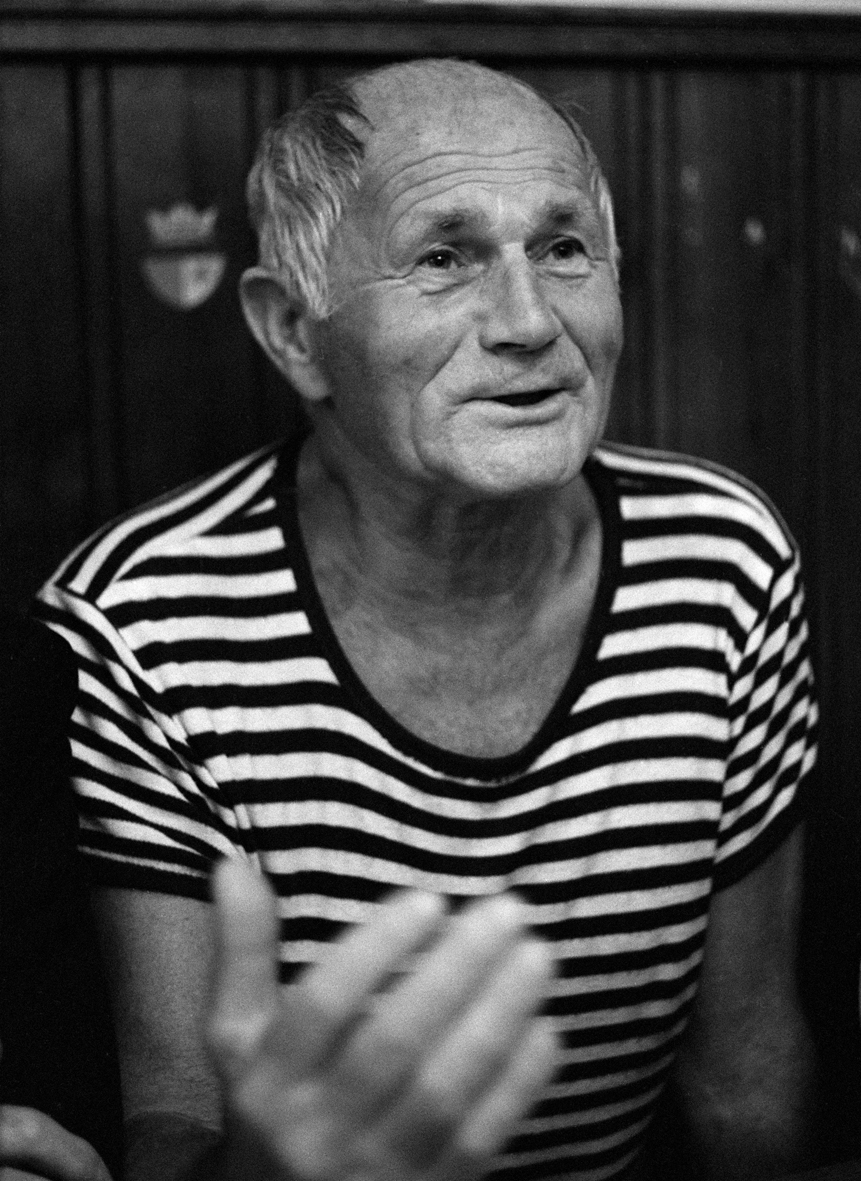
Богумил Грабал в 1985 году. Фотограф Хана Хамплова (Hana Hamplová)

Богумил Грабал родился 28 марта 1914 года в Жиденице, в районе Брно. В 1919 году вместе с родителями перебрался в город Нимбурк, где его отчим работал директором на пивоваренном заводе. В 1935 году он поступил на юридический факультет Карлова университета, во время войны работал телеграфистом и дежурным по железнодорожной станции, после войны стал страховым агентом и коммивояжёром, что, как и прочие его профессии (писарь, рабочий, упаковщик и другие), находит отражение в творчестве. Печатался с 1937 года. В 1946 году закончил Карлов университет. С 1952 до 1959 годы Грабал работал упаковщиком макулатуры, а позднее переходит в театр рабочим сцены.
Если не считать ранних поэтических опытов, то первые крупные произведения были созданы писателем на четвёртом десятке жизни, а опубликованы только в шестидесятые годы. Некоторые его книги, в частности, «Я обслуживал английского короля» (1980), не были сразу опубликованы по политическим соображениям. В 1960-х годах Грабал являлся самым популярным писателем в Чехословакии. С 1962 года занимался исключительно литературным творчеством. В 1965 году он написал «Поезда особого назначения» (Ostře sledované vlaky, экранизация Менцеля, 1966), где типичный для писателя живой грубоватый юмор послужил средством показа сопротивления фашистским оккупантам.
3 февраля 1997 года, пытаясь покормить голубей из окна, выпал с пятого этажа. Скончался в больнице. Полагают, что Грабал мог совершить самоубийство, так как подобное падение описано в некоторых его произведениях. Урна с его прахом погребена на сельском кладбище в семейном склепе под Прагой.

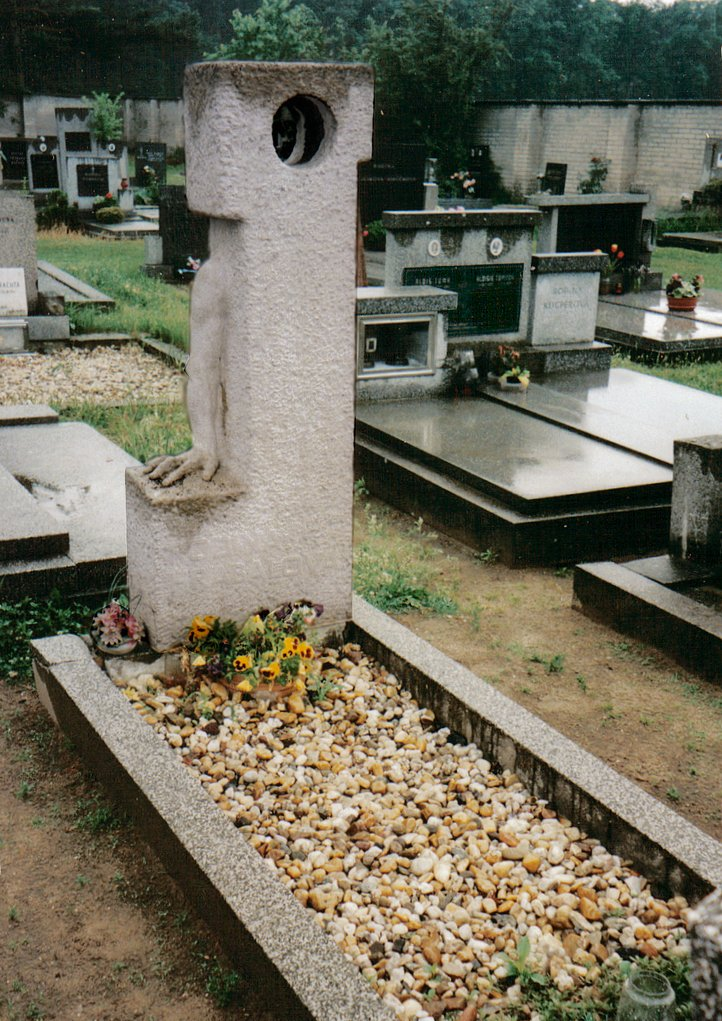
Могила Грабала около Нимбурка